# معركة مندورا
```
معركة ماندورا
 وقعت في 13 مارس 1801 بين الجيش الفرنسي والفرقة البريطانية في الحملة الفرنسية في 
مصر
 
وسوريا
.
```

## الخلفية
تم إرسال الفيلق البريطاني، تحت قيادة الفريق السير رالف أبركرمبي، إلى مصر لإزالة الحامية الفرنسية من المنطقة، في أعقاب رحيل نابليون في أغسطس 1799. في 1 مارس 1801، كان فيلق الجيش البريطاني، يتكون في الأصل من 15300 رجل لكن الكثير من المتضررين من المرض، الذي يحمله أسطول من 175 سفينة، وصل إلى ميناء أبو قير الطبيعي (المعروف للبريطانيين باسم «أبو بكر باي»)، على بعد حوالي 23 كيلومترا (14 ميلا) من مدينة الإسكندرية الساحلية. في 8 مارس، وصلت الطليعة البريطانية التي يبلغ قوامها 5500 شخص على متن القارب، عارضتها قوة فرنسية قوامها حوالي 2000 وضعت على الكثبان الرملية المطلة على شاطئ الهبوط، وهي حركة معروفة باسم معركة أبوقير الثانية. وقد تم تحديد النتيجة بشكل أساسي في أول 20 دقيقة من الوصول إلى اليابسة، عندما قام الميجور جنرال جون مور، قائد مركز الخط البريطاني، بحمل الموقع الفرنسي الرئيسي على كثبان رملية بتهمة حربة؛ أجبر الفرنسيون على التراجع وسقطت جميع الفرق البريطانية بحلول الليل.
بعد أن أنشأت مستودعا ومستشفى ميدانيا على الشاطئ، حاصر البريطانيون قلعة أبو قير واستولوا عليها من الفرنسيين وبدأوا الاستعدادات للتحرك ضد الإسكندرية. في 12 مارس، بدأ البريطانيون تقدمهم الحذر نحو الإسكندرية على طول برزخ ضيق بين البحر المتوسط وبحيرة مادي (عرفت فيما بعد ببحيرة أبوقير). عندما وصلوا إلى ميزة تسمى «برج مندورا»، قاموا بعمل معسكر ليلاً.

## المعركة
وقد أظهرت عملية استطلاع شخصية أجرتها مجموعة رالف أبركرمبي أن قوة فرنسية قوامها حوالي 5000 رجل تحت قيادة الجنرال فرانسوا لانوس كانت تحتفظ بسلسلة من الأراضي المرتفعة عبرت الطرف الغربي من البرزخ. استقر خطهم على أنقاض نيكوبولس من الإسكندرية في الشمال وقناة الإسكندرية في الجنوب، وتم تعزيزها من خلال بناء معقل. تبعا لذلك، في 13 مارس، بدأ البريطانيون تقدمهم في الضوء الأول، في خطين. أطلق الفرنسيون حريقًا عنيفًا من مدفعيتهم وسكاكينهم على فوج 92 من القدم الذي كان يقود العمود الأيسر ونصبوا سلاح الفرسان على الفوج 90 من القدم الذي كان يقود اليمين. وصل عدد قليل من سلاح الفرسان الفرنسي إلى الخط البريطاني، وكان معظمهم مدفوعين بقطعة من المسدسات الفعالة. وبينما واصلت الخطوط البريطانية تقدمها، بدأ الفرنسيون في الانسحاب إلى تحصيناتهم على قمة أخرى خارج الإسكندرية. قام فوج ديلون (المكون من عدة جنود أجانب وضباط مهاجرين فرنسيين) بالاستيلاء على مسدسين فرنسيين من قبل القناة في حربة حربية.
بعد الحصول على المواقع الفرنسية السابقة، بدأ رالف أبركرمبي، الذي كان مصمما على أخذ التحصينات الفرنسية خارج الإسكندرية عن طريق الانقلاب الرئيسي، تقدمًا إضافيًا عبر السهل الذي فصل بين السلالتين. وقد أُمر الجنرال هتشينسون بالقيام برحلة تطل على السهل من الجنوب الذي كان ناجحًا، الفوج الرابع والأربعين كان يلتقط جسرًا محميًا فوق القناة في هذه العملية. ومع ذلك، فقد قُتل الجنرال مور، وهو قائد العمود الأيمن، بنيران مدفعية مكثفة تعرضوا لها بالكامل. في حين تم إيقاف الاستطلاع من قبل رالف أبركرمبي، حيث تم إطلاق النار على حصانه من تحته، انسحب البريطانيون في النهاية عند غروب الشمس إلى الخط الذي كانوا قد استولوا عليه في وقت سابق من اليوم.

## بعد
وضع البريطانيون مزيدا من التحصين لموقفهم الجديد، وحطوا مدافع ثقيلة من السفن في عرض البحر، وجلبوا الإمدادات بقصد حصد الحامية الفرنسية. وفي هذا الموقف، هُزم الهجوم المضاد الفرنسي في معركة الإسكندرية في 21 مارس.
حصل البريطانيون في 90 و 92 من أفواج القدم، الذين تحملوا وطأة القتال، على شرف معركة «مندورا».
سميت ثكنة ماندورا (التي بنيت عام 1895، هدمت عام 1970) في ألدرشوت في هامبشير بعد هذا العمل.